# Beijing BAIC Motor
Beijing BAIC Motor (chiń. 北京北汽) – męski klub piłki siatkowej z Chin. Swoją siedzibę ma w Pekinie.

## Sukcesy
Mistrzostwo Chin:
- 2012/2013, 2013/2014, 2020/2021, 2022/2023[1]
- 2015/2016, 2016/2017, 2017/2018, 2018/2019, 2023/2024[2]
- 2014/2015

Klubowe Mistrzostwa Azji:
- 2014

## Obcokrajowcy w zespole
| Lata gry  | Imię i nazwisko             | Pozycja      |
| --------- | --------------------------- | ------------ |
| 2023-     | Jurij Synycia               | rozgrywający |
| 2022-     | Maksim Szkredau             | atakujący    |
| 2022-     | Maxwell Holt                | środkowy     |
| 2022-2023 | Thomas Jaeschke             | przyjmujący  |
| 2022-2023 | Yosvany Hernandez Cardonell | przyjmujący  |
| 2020-2021 | Uroš Kovačević              | przyjmujący  |
| 2019-2021 | Sa’id Maruf                 | rozgrywający |
| 2019-2020 | Kévin Le Roux               | środkowy     |
| 2018-2020 | Leonardo Leyva Martinez     | atakujący    |
| 2018      | Michał Kubiak               | przyjmujący  |
| 2017-2019 | Kevin Tillie                | przyjmujący  |
| 2017-2018 | John Perrin                 | przyjmujący  |
| 2016-2017 | Taylor Sander               | przyjmujący  |
| 2016-2017 | Oreol Camejo                | przyjmujący  |
| 2015-2016 | Leonel Marshall             | przyjmujący  |
| 2015-2016 | Thomas Edgar                | atakujący    |
| 2015      | Nemanja Jakovljević         | przyjmujący  |
| 2014-2015 | William Price               | przyjmujący  |
| 2014-2015 | Armin Mustedanović          | przyjmujący  |
| 2013-2014 | Wout Wijsmans               | przyjmujący  |
| 2012-2014 | Frederic Winters            | przyjmujący  |
| 2012-2013 | Steve Brinkman              | środkowy     |
| 2012-2013 | Salvador Hidalgo Oliva      | przyjmujący  |